# Фетисов, Анатолий Митрофанович
Анатолий Митрофанович Фетисов (1923—2005) — капитан Рабоче-крестьянской Красной Армии, участник Великой Отечественной войны, Герой Советского Союза (1945).

## Биография
Анатолий Фетисов родился 16 января 1923 года в селе Дмитриевка (ныне — Грибановский район Воронежской области). Окончил десять классов школы. В июле 1941 года Фетисов был призван на службу в Рабоче-крестьянской Красной Армии. С сентября 1942 года — на фронтах Великой Отечественной войны. В боях четыре раза был ранен и ещё два раза — контужен.
К январю 1945 года гвардии старшина Анатолий Фетисов командовал орудием танка 2 танкового батальона 49-й гвардейской танковой бригады 12-го гвардейского танкового корпуса 2-й гвардейской танковой армии 1-го Белорусского фронта. Отличился во время освобождения Польши. В составе своего экипажа Фетисов за неделю с боями прошёл 250 километров на запад, освободив несколько десятков населённых пунктов. Особо отличился во время боёв на подступах к городу Радзеюв, уничтожив 2 батареи противотанковых орудий.
Указом Президиума Верховного Совета СССР от 27 февраля 1945 года за «образцовое выполнение боевых заданий командования на фронте борьбы с немецкими захватчиками и проявленные при этом мужество и героизм» гвардии старшина Анатолий Фетисов был удостоен высокого звания Героя Советского Союза с вручением ордена Ленина и медали «Золотая Звезда» за номером 5740.
После окончания войны Фетисов был демобилизован по инвалидности, позднее ему было присвоено звание капитана запаса. В 1950 году Фетисов окончил Московский юридический институт, после чего работал в органах прокуратуры, был прокурором Фрунзенского района Москвы. 
Скончался 27 сентября 2005 года, похоронен на Троекуровском кладбище Москвы.
Почётный гражданин Борисоглебска. Заслуженный юрист РСФСР. Был также награждён орденом Отечественной войны 1-й степени и рядом медалей.